# Nymphidium velatum
Nymphidium velatum är en fjärilsart som beskrevs av Hans Ferdinand Emil Julius Stichel 1914. Nymphidium velatum ingår i släktet Nymphidium och familjen Riodinidae. Inga underarter finns listade i Catalogue of Life.